# Magelona cincta
Magelona cincta är en ringmask som beskrevs av Ehlers 1908. Arten ingår i släktet Magelona och familjen Magelonidae. Arten har ej påträffats i Sverige. Inga underarter finns listade i Catalogue of Life.